# 1595
Відродження •  Реформація •  Доба великих географічних відкриттів •  Ганза •  Річ Посполита •  Нідерландська революція •  Релігійні війни у Франції •  Запорозька Січ

## Геополітична ситуація
Османську державу очолює Мехмед III (до 1603). Під владою турецького султана перебувають розлогі території: Близький Схід та Єгипет, Середземноморське узбережжя Північної Африки, частина Закавказзя, значні території в Європі: Греція, Болгарія та Сербія. Васалами турків є Волощина, Молдова й Трансильванія.
Священна Римська імперія — наймогутніша держава Європи. Її територія охоплює, крім німецьких земель, Угорщину з Хорватією, Богемію, Північну Італію. Її імператором є Рудольф II з родини Габсбургів (до 1612).
Габсбург Філіп II Розсудливий є королем Іспанії (до 1598), а також Португалії. Йому належать ще Іспанські Нідерланди, південь Італії, Нова Іспанія та Нова Кастилія в Америці, Філіппіни. Португалія, попри правління іспанського короля, залишається незалежною. Вона має володіння в Бразилії, в Африці, в Індії, на Цейлоні, в Індійському океані й Індонезії.
На півночі Нідерландів утворилася Республіка Об'єднаних провінцій. Формальний король Франції — Генріх Наваррський. Королевою Англії є Єлизавета I (до 1603). Король Данії та Норвегії — Кристіан IV Данський (до 1648). Король Швеції — Сигізмунд III Ваза (до 1599). На Апеннінському півострові незалежні Венеціанська республіка та Папська область.
Королем Речі Посполитої, якій належать українські землі, є Сигізмунд III Ваза (до 1632). На півдні України існує Запорозька Січ.
У Московії править Федір I Іванович (до 1598). Існують Кримське ханство, Ногайська орда.
Шахом Ірану є сефевід Аббас I Великий (до 1629). Значними державами Індостану є Імперія Великих Моголів, Біджапурський султанат, султанат Голконда, Віджаянагара. У Китаї править династія Мін. У Японії триває період Адзуті-Момояма.

## Події

### В Україні
- Засновано Могилів-Подільський
- Козаки взяли турецьке місто Синоп, вперше використовуючи при цьому козацькі підводні човни.
- Северин Наливайко з запорожцями ходили до Волощини на поміч Австрії.

### У світі
- Турецьким султаном став Мехмед III. Він одразу стратив 19 братів та 10 наложниць батька, що могли бути вагітними. Управління державою значною мірою зосередила у своїх руках мати Мехмеда Сафіє Султан.
- Московсько-шведська війна 1590—1595 років завершилася підписанням у Тявзино миру, за яким Московія повернула собі землі, втрачені внаслідок Лівонської війни, але відмовилася від претензій на Естонію.
- Шведський риксдаг затвердив регентом країни Карла Вазу, дядька короля Сигізмунда III.
- Господар Волощини Михайло Хоробрий завдав поразки значним турецьким силам у битві при Келугерені.
- Господарем Молдови став на короткий термін Стефан VIII Разван, а потім — Єремія Могила.
- Іспанські сили завдали поразки силам Об'єднаних провінцій на берегах річки Ліппе.
- Король Франції Генріх IV здобув перемогу над іспанцями поблизу Фонтен-Франсез, але сам ледь не загинув у битві.
- Альваро Менданья де Нейра відкрив Маркізькі острови.
- Війська Акбара Великого вторглися в Ахмеднагарський султанат. При обороні султанату прославилася Чанд Бібі.
- Моголи захопили у Сефевідів Кандагар.
- Англійський флібустьєр Волтер Релі вирушив до верхів'я Ориноко, шукаючи легендарне Ельдорадо.

## Культура
- Цього року можливо вперше глядачі побачили п'єси Шекспіра «Річард II», «Ромео і Джульєтта», «Сон літньої ночі».

## Народились
Див. також: Категорія:Народились 1595
- 27 грудня — Богдан Хмельницький, український гетьман.

## Померли
Див. також: Категорія:Померли 1595
- 25 квітня — у Римі у віці 51 року помер італійський поет Торквато Тассо
- Єремія II Транос